# هيلين غرانت
هيلين غرانت (ولدت في 28 سبتمبر عام 1961) سياسية من حزب المحافظين البريطاني، شغلت منصب عضو البرلمان عن ميدستون وذا ويلد منذ عام 2010، عندما حلت محل آن ويدبلوب.
كانت غرانت أول امرأة سوداء من تراث مختلط يتم انتخابها كنائبة محافظة واختيارها مرشحة لخوض الانتخابات البرلمانية التي يسيطر عليها المحافظون. كانت أول مرة تشغل منصب وكيل وزارة الدولة لشؤون المرأة والمساواة في البرلمان بين عامي 2012 و2015 ووكيل وزير الدولة لشؤون العدل بين عامي 2012 و2013. شغلت أيضًا منصب وزيرة للرياضة والسياحة في عام 2013، وهو منصب بقيت فيه حتى بعد الانتخابات العامة عام 2015.

## بداية حياتها ومسيرتها المهنية
ولدت غرانت في ويلسدين شمال لندن لأم إنجليزية وأب نيجيري كان يعمل جراح عظام. ترعرعت في عائلة وحيدة الوالد بعد انفصال والديها وهاجر والدها إلى الولايات المتحدة. ترعرعت في كارلايل حيث كانت تعيش في منزل عمومي في رافلز مع والدتها وجدتها وأم جدتها. مقابلة أجرتها عام 2010، تحدثت غرانت باعتزاز حول طفولتها، والبيت الذي نشأت فيه. قالت: «كان هناك حرمان، بالتأكيد كانت هناك حاجة، كان هناك بعض العنف المنزلي وكانت هناك بعض المعارك. ولكن ذكرياتي للمكان الذي عشت فيه تُظهر أن الناس كانوا ذوي كبرياء».
في مدرسة سانت أيدان الثانوية (منذ عام 2008 في أكاديمية ريتشارد روز المركزية) كانت كابتن لفرق كرة المضرب والهوكي المدرسية، ومثلت كمبريا في الهوكي والتنس وألعاب القوى وأنحاء البلاد. كانت أيضًا بطلة للجودو تحت 16 عامًا شمال إنجلترا وجنوب اسكتلندا. درست القانون في جامعة هال، وخططت بعد ذلك لكسب مؤهلات قانونية خاصة. عندما بدا أنه من غير المحتمل لسلطتها التعليمية المحلية تمويل دراستها في كليتها المفضلة، دافع النائب المحلي ويلي ويتيلاف عن قضيتها، وحصلت على مقعد في كلية الحقوق في غيلدفورد.
أوفدت غرانت مقالاتها المتعلقة بالاستكتاب لكاتبي عدل كارتميل، وموسون وماين، حيث تأهلت للعمل كاتبة عدل. انضمت بعد ذلك إلى الممارسة القانونية في ويمبلدون المتخصصة في قانون الأسرة. أنشأت مكتبها الخاص «محامو غرانت» عام 1966، والذي تخصص أيضًا في قانون الأسرة. قالت لاحقًا أنها بوصفها محامية ممارسة للمهنة رأت «كمية هائلة» من العنف المنزلي، وكان لذلك «تأثير كبير» على دورها الوزاري اللاحق.
انضمت غرانت إلى حزب العمل في عام 2004، وطلب منها أحد كبار الشخصيات في الحزب المحلي أن تفكر في أن تصبح عضوًا في المجلس المحلي ولكنها رفضت الفكرة. عرضت على الحزب استخدام هواتف شركتها في أواخر عام 2004 قبل الانتخابات العامة لعام 2005. لكنها زعمت إبداءهم قدرًا ضئيلًا من الاهتمام، وأن ذلك ترك لها شعورًا بخيبة الأمل من حزب العمل. انضمت إلى المحافظين في عام 2006، ثم قالت فيما بعد عن عضويتها في حزب العمل «كان الوضع شبيهًا بالنظر إلى برميل من البسكويت، لا يعجبك مظهره، فتعود لتغلق الغطاء».
كانت غرانت مديرة غير تنفيذية لصندوق الرعاية الأولية في كرويدون بين شهر كانون الأول من عام 2005 ومارس من عام 2007 قبل أن تتنحى من أجل التركيز على مسيرتها السياسية.
في عام 2006، عملت غرانت مركز إيان دونكان سميث للعدالة الاجتماعية في تشكيل سياسة المحافظين للتعامل مع انهيار الأسرة. كانت غرانت واحدة من واضعي تقرير مجموعة سياسات العدالة الاجتماعية «حالة الأمة – الأسر المشتتة» الذي نشر في سبتمبر من عام 2006، وتقرير حلول المتابعة «تقدم بريطانيا» الصادر في شهر يوليو من العام 2007.